# Maximiliano Amondarain
Maximiliano Javier Amondarain Colzada (Montevideo, 22 gennaio 1993) è un calciatore uruguaiano, difensore del Cienciano.

## Caratteristiche tecniche
È un difensore centrale.

## Carriera

### Club
È cresciuto nelle giovanili del Nacional.

### Nazionale
Con la nazionale Under-20 uruguaiana ha disputato il campionato sudamericano 2013 ed il campionato mondiale 2013.